# Батьковский сельский совет (Зеньковский район)
Батьковский сельский совет (укр. Батьківська сільська рада) — входит в состав
Зеньковского района
Полтавской области
Украины.
Административный центр сельского совета находится в 
с. Батьки.

## Населённые пункты совета
- с. Батьки
- с. Драны
- с. Корлюково
- с. Лазки

## Ликвидированные населённые пункты совета
- с. Сухомлины